# Iwan Karadschow
Iwan Karadschow (Иван Караджов; * 12. Juli 1989 in Sofia) ist ein bulgarischer ehemaliger Fußballtorhüter.

## Karriere
Karadschow begann seine Karriere bei ZSKA Sofia. 2007 rückte er in den Profikader, wurde aber gleich in seiner ersten Profisaison an Rilski Sportist Samokow ausgeliehen. Dort war er auf Anhieb erster Torwart und bestritt 21 Spiele in der A Grupa für den Verein. Seit 2008 ist er wieder zurück bei ZSKA Sofia und momentan dritter Torhüter dort. Er trägt die Nummer 33. Er kam diese Saison auf noch keinen Einsatz.
Außerdem nahm er an der U-19-Fußball-Europameisterschaft 2008 mit Bulgarien teil.
Am 25. Mai 2011 gewann er den bulgarischen Pokal im Finale gegen Slavia Sofia mit 1:0 und hat am Ende des Spiels den Ausgleich verhindert. Anfang 2012 verließ er ZSKA zu Lokomotive Plowdiw. Mit seinem neuen Klub erreichte er das Pokalfinale 2012, das er mit seiner Mannschaft jedoch gegen Ludogorez Rasgrad verlor. Nach Ende der Saison 2011/12 wurde sein Vertrag nicht verlängert. Er war ein halbes Jahr ohne Verein, ehe er sich Anfang 2013 Ligakonkurrent Beroe Stara Sagora anschloss. Im Sommer 2013 gewann er erneut den bulgarischen Pokal.
In der Spielzeit 2014/15 saß Karadschow als Stellvertreter von Blagoj Makendschiew meist auf der Ersatzbank. Anfang 2015 löste er seinen Vertrag auf. Er war einige Zeit ohne Verein, ehe er beim FC Wereja Stara Sagora anheuerte. Anfang 2017 wechselte er zum FK Schachzjor Salihorsk nach Weißrussland. Dort war er zunächst die Nummer zwei hinter Wladimir Buschma, löste diesen zur Mitte der Saison aber zwischen den Pfosten ab. Seit Anfang 2018 spielt er wieder für Arda Kardschali in Bulgarien.

## Erfolge
- Bulgarischer Pokalsieger: 2011, 2013